# New Generation (노래)
《New Generation》은 2008년 9월 3일에 발매된 유키스의 첫 번째 싱글 앨범이다.

## 특징
- 타이틀곡은 〈어리지 않아〉이다.

## 트랙 리스트
CD
1. Intro (Pump Pump)
2. 어리지 않아
- 작사 : 용감한 형제 / 작곡 : 용감한 형제

3. Give It To Me
4. 어리지 않아(MR)
- 작곡 : 용감한 형제